# العلاقات الأوكرانية الفلسطينية
العلاقات بين أوكرانيا وفلسطين هي علاقات ثنائية بين أوكرانيا و‌دولة فلسطين. اعترفت الجمهورية الاشتراكية السوفياتية الأوكرانية بالاستقلال الفلسطيني في 19 نوفمبر 1988. اعترفت فلسطين بأوكرانيا كدولة ذات سيادة في فبراير 1992. وفي 2 نوفمبر 2001 أقام البلدان علاقات دبلوماسية وافتتحت السفارة الفلسطينية اليوم نفسه.

## التاريخ
صوتت جمهورية أوكرانيا الاشتراكية السوفياتية لصالح خطة الأمم المتحدة لتقسيم فلسطين في عام 1947.
وفي أبريل 1999، زار الرئيس ياسر عرفات كييف واجتمع بالرئيس ليونيد كوتشما.
في يناير 2000، ليونيد كوتشما، زار الضفة الغربية للمشاركة في الاحتفال بالذكرى السنوية ال2000 للمسيحية في بيت لحم، والتقى رئيس السلطة الوطنية الفلسطينية ياسر عرفات. وخلال زيارة رسمية قام بها الرئيس فيكتور يوشتشينكو إلى فلسطين في نوفمبر 2007، تم التوصل إلى اتفاق مع الرئيس محمود عباس لفتح بعثة أوكرانية للسلطة الوطنية الفلسطينية.
وفي نوفمبر 2014 قال السفير الفلسطيني لدى أوكرانيا محمد قاسم الأسعد عن النهج الفلسطيني في التعامل مع الصراع في شرق أوكرانيا: "نحن ندعم السلامة الإقليمية لأوكرانيا، ونعتقد أن دونباس كان، وسوف يكون جزءا من أوكرانيا.
ولم تتخذ السلطة الفلسطينية موقفا علنيا من الغزو الروسي لأوكرانيا في عام 2022. وقد اختار عباس ومعظم القيادة الفلسطينية أن يظلا محايدين بشأن النزاع، حيث «يسعون إلى الحفاظ على علاقات جيدة مع كلا الطرفين».